# Titularbistum Usinaza
Usinaza war eine antike Stadt in der römischen Provinz Mauretania Caesariensis im heutigen nördlichen Algerien, sowie ein ehemaliges Bistum der römisch-katholischen Kirche und heute ein Titularbistum. 
| Titularbischöfe von Usinaza |                                 |                                                                                     |                 |                 |
| Nr.                         | Name                            | Amt                                                                                 | von             | bis             |
| 1                           | Franz Wolfgang Demont SCI       | Apostolischer Vikar von Aliwal (Südafrikanische Union)                              | 27. Januar 1936 | 15. Juni 1964   |
| 2                           | Roger-Alfred Despatie           | Weihbischof in Sault Sainte Marie (Kanada)                                          | 20. Mai 1968    | 8. Februar 1973 |
| 3                           | Vittorio Cecchi                 | Weihbischof in Macerata-Tolentino (Italien)                                         | 1. Juni 1973    | 23. Juli 1998   |
| 4                           | Jean-Luc Brunin                 | Weihbischof in Lille (Frankreich)                                                   | 20. April 2000  | 6. Mai 2004     |
| 5                           | Pascal Michel Ghislain Delannoy | Weihbischof in Lille (Frankreich)                                                   | 30. Juni 2004   | 10. März 2009   |
| 6                           | Pierre Gaschy CSSp              | Apostolischer Vikar von Iles Saint-Pierre et Miquelon (Französische Überseegebiete) | 19. Juni 2009   |                 |